# Bojan Pavlović
Bojan Pavlović (ur. 1 lutego 1985 w Kragujevacu) – serbski piłkarz, występujący na pozycji pomocnika.